# موزه نور و روشنایی یزد
موزه نور و روشنایی یزد در عمارت مشهور به قصرآینه به همت موسسه فرهنگی موزه‌های بنیاد مستضعفان انقلاب اسلامی راه اندازی شد. این موزه در اردیبهشت ماه ،۱۴۰۱ش همزمان با روز جهانی موزه ها، رسما فعالیت خود را آغاز کرد. موزه ای که راوی هزاران سال تاریخ، پیشینه و حضور نور و ابزار نورافزایی در اندیشه، فکر، فلسفه و یا زندگی روزمره بشراست. 

## مشخصات عمارت
عمارت این موزه یکی از غنی‌ترین بناهای تاریخی شهر یزد از نقطه نظر ساخت و پرداخت و مزین بودن به آرایه‌های معماری است که به عنوان مهمان‌پذیرکارخانه نساجی جنوب در آذر ماه 1329ش احداث گردید.گچبری‌ها ،ساختار در و پنجره‌ها، گره چینی ها و آینه کاری‌ها، کلاه فرنگی و باغ زیبای عمارت در پیوند با موضوع موزه ترکیب قابل توجه و دیدنی به وجود آورده که این موزه را یگانه ساخته است. این عمارت اگرچه به منزله کوشک یک باغ ساخته شده ولی ساختار معماریش درونگرا است. با این حال براساس شیوه‌های کهن ساخت مناظر ایرانی که همیشه با جداول آب و حوض تلفیق میشوند پاسخی مناسب به اقلیم گرم و خشک حاشیه کویر است و علی رغم ساختار درونگرا ،عمارت در تمامی جبهه ها بازشوهای متعددی به باغ و فضای سبز دارد تا همزمان چشم‌انداز آن نیز مورد استفاده قرار گیرد. مساحت کل عمارت ۸۰۵۰ متر مربع و زیر بنای آن ۸۳۷ متر مربع می‌باشد . عمارت موزه نور و روشنایی در سال ۱۳۷۸ش با شماره ۲۴۰۰ در فهرست آثار ملی به ثبت رسیده است.

## آثار نمایشی موزه نور و روشنایی
مجموعه آثار موزه، اشیاء متنوع و گوناگونی را به نمایش می گذارد که مرتبط با مفهوم، هویت و جنبه‌های نمادین، بصری، کاربردی و معنوی نور، از گنجینه‌های موسسه فرهنگی موزههای بنیاد انتخاب شده است. چنانکه بیش از 250 اثر متنوع از هزاره چهارم پیش از میلاد تا آثار دوران اسلامی و معاصر در ۹ فضای نمایشی، جانمایی شده است. تنوع جغرافیایی آثار نیز قابل ملاحظه است و خاستگاه بسیار از آنان را در اقصی نقاط ایران و جهان می‌توان جستجو کرد. از شاخص‌ترین آثار این موزه می‌شود به سفالینه‌های منقوش شش هزار ساله،آینه‌های کهن برنزی کشف شده در غرب ایران متعلق به اوایل هزاره نخست پیش از میلاد، یکی از بزرگترین و کمیاب‌ترین لوسترهای قرن نوزدهمی متعلق به کارخانه باکارای فرانسه با ۴۸ شعله، انفیه‌دان طلای الماس نشان منتسب به ویلیام چهارم پادشاه انگلستان در قرن نوزدهم میلادی و تابلوی نقاشی سقای کربلا اثر صادق تبریزی اشاره کرد.

## مسیر دسترسی به موزه
دسترسی با اتوبوس: در ایستگاه پارک هفتم تیر از اتوبوس پیاده شوید.
دسترسی با تاکسی: در ایستگاه تاکسی شهدای محراب پیاده شوید و از میدان شهدای محراب پیاه به سمت موزه حرکت نمایید.
برای دسترسی راحت تر می توانید از هر نقطه شهر یزد با تاکسی در خیابان آیت الله کاشانی، در ورودی موزه پیاده شوید.

## تعرفه بلیت
- بها بلیت بازدید کنندگان داخلی تمام بها ۴۵۰,۰۰۰ ریال
- بها بلیت بازدیدکنندگان خارجی ۷,۵۰۰,۰۰۰ ریال

## نگارخانه
- آیینه‌های برنزی اولیه
- نمونه‌ای از ظروف
- ظرفی درخشان
- یک آیینه